# Queen Mary 2 (schip, 2003)
De RMS Queen Mary 2 is een passagiersschip dat zowel als cruiseschip, oceaanlijner, of lijnschip wordt gebruikt. Op het moment van tewaterlating in 2003 was ze het grootste passagiersschip ooit gebouwd. Het schip werd naar koningin Mary van het Verenigd Koninkrijk genoemd, grootmoeder van koningin Elizabeth II, die haar doopte op 8 januari 2004. In april 2006 kwam de Freedom of the Seas in de vaart, die nog groter is.

## Bouwgeschiedenis
Het schip is eigendom van de Britse rederij Cunard Line en maakte in januari 2004 haar eerste zeereis. De Queen Mary 2 is gebouwd in de Franse havenstad Saint-Nazaire. Tijdens de bouw vond op 15 november 2003 op de scheepswerf een ernstig ongeluk plaats. Tijdens een open dag stortte een voetgangersbrug in, waarbij 16 personen omkwamen. Op 16 april 2004 vond de eerste trans-Atlantische oversteek van Southampton naar New York plaats. De eerste oostwaartse oversteek volgde op 25 april 2004. De reis over de Atlantische Oceaan duurde zes dagen.

## Cruises
Gedurende de wintermaanden maakt de Queen Mary 2 vanuit Fort Lauderdale cruises naar het Caribisch Gebied en Zuid-Amerika, bijvoorbeeld naar het carnaval in Rio de Janeiro.

De Queen Mary 2 vaart nog steeds de Atlantische Oceaan over, afgewisseld met Europese cruises naar bijvoorbeeld de Middellandse Zee en Noorwegen en rondvaarten vanuit New York, zoals naar het Caribisch gebied.
|  |
|  |
|  |